# Moisés Pérez Coterillo
Moisés Pérez Coterillo ( Miengo, Santander, 1946 — Madrid, 12 de febrero de 1997) fue un crítico teatral, periodista y editor español. Dirigió el Centro de Documentación Teatral y algunas de las publicaciones básicas sobre teatro en la España de la segunda mitad del siglo XX (Pipirijaina y El público).

## Biografía
Licenciado en teología y periodismo. Entró en contacto con los jóvenes grupos de teatro independiente en España en el inicio de la década de 1970, pero se perfiló hacia el campo de la crítica y la gestión editorial. En 1974, creó en Madrid la revista Pipirijaina, máximo portavoz del teatro independiente junto a Primer Acto, editada desde 1957 por José Monleón, y de la que Pérez Coterillo formó parte del consejo de redacción. Dirige durante una temporada la agencia Crencha (1976-1977) y colabora en Blanco y Negro hasta 1979.
En 1983, con la desaparición definitiva de Pipirijaina, Pérez Coterillo concentró su actividad editorial en la revista El Público, dentro del Centro de Documentación Teatral dependiente de la Administración, que se publicaría hasta 1992, y en otras publicaciones como el Anuario Teatral (archivo anual de los estrenos realizado en España) y la Guía Teatral de España (un "listado exhaustivo de registros referentes al sector teatral").
Durante el periodo que estuvo ausente del CDT (1992-1996), retomó la actividad periodística en ABC y El Mundo. Regresó a la dirección del Centro de Documentación Teatral en junio de 1996, falleciendo ocho meses después.
Se han destacado sus estudios y aportaciones críticas en obras como Escenarios de dos mundos (varios volúmenes dedicados al teatro iberoamericano) o Los teatros de Madrid (1982 — 1994) (1995), y sus ediciones de obras como Teatro Furioso de Francisco Nieva, Como reses de Jerónimo López Mozo y Luis Matilla o La truhana de Antonio Gala. Otra obra esencial para especialistas es la recopilada en dos volúmenes de su labor crítica en la revista Primer Acto. En 1990, se le concedió en Venezuela el Premio Simón Bolívar de Teatro.